# Ватовље
Ватовље (словен. Vatovlje, итал. Vattòglie) је насељено место у општини Дивача, Обално-крашка регија, Словенија.

## Историја
До територијалне реорганизације у Словенији биле су у саставу старе општине Сежана.

## Становништво
У попису становништва из 2011. године, Ватовље су имале 20 становника.
| Број становника према пописима | Број становника према пописима | Број становника према пописима |
| ------------------------------ | ------------------------------ | ------------------------------ |
| 1991                           | 2002                           | 2011                           |
| 28                             | 19                             | 20                             |